# ريمو بيانكو
ريمو بيانكو (بالإيطالية: Remo Bianco)‏ هو نحات ورسام إيطالي، ولد في 3 يونيو 1922 في ميلانو في إيطاليا، وتوفي بنفس المكان في 23 فبراير 1988.